# Shiv Sena
Shiv Sena (in marathi शिव सेना, Śiva Senā, lett. "esercito di Shivaji"), è un partito politico dell'estrema destra indiana, fondato il 19 giugno 1966 da Bal Thackeray. Il partito nasce a Mumbai (all'epoca ancora sotto il nome di Bombay) come movimento a favore dell'influenza Marathi nel Maharashtra e riesce a emergere come solida base d'appoggio per le comunità Marathi negli anni sessanta.
Pur essendo principalmente radicato nel Maharashtra, nel nuovo millennio il partito ha iniziato a espandersi a livello nazionale, sostenendo i gruppi nazionalisti indù, allineandosi con il Partito Popolare Indiano.
Lo Shiv Sena ha preso parte a numerosi governi del Maharashtra, e diverse volte è stato membro di coalizioni con l'Alleanza Democratica Nazionale che ha governato l'India dal 1998 al 2004.
Oggi il partito è guidato da Uddhav Thackeray, figlio di Balasaheb; i suoi membri o sostenitori sono chiamati Shiv Sainiks.
Il partito è stato definito "estremista", "sciovinista", e "fascista". e gli è stata attribuita la responsabilità di alcuni episodi di violenza avvenuti in India.